# Macrothele gigas
Macrothele gigas là một loài nhện trong họ Hexathelidae. Loài này phân bố ở Riukiu-eilanden en Đài Loan.